# Ermengarda z Hesbaye
Ermengarda z Hesbaye (778 – 3. října 818), pravděpodobně členka dynastie Robertovců, byla jako manželka Ludvíka Pobožného od roku 813 římskou císařovnou a od roku 814 franskou královnou.

## Život
Ermengarda se narodila jako dcera hraběte Ingermana z Hesbaye a jeho manželky Rotrudy.
Kolem roku 794 se provdala za Ludvíka Pobožného, syna Karla Velikého, který byl od roku 781 králem Akvitánie. Ermengarda porodila šest dětí:
- Lothar I. Franský (795–855)
- Pipin I. Akvitánský (797–838)
- Adéla Franská (799–?)
- Rotruda Franská (800–?)
- Hildegarda Franská (802–?)
- Ludvík II. Němec (806–876)

Karel Veliký původně zamýšlel rozdělit svou Karolínskou říši mezi Ludvíka a jeho bratry Pipina a Karla, kteří však rychle po sobě v roce 810 a 811 zemřeli. 10. září 813 určil Karel Veliký Ludvíka svým nástupcem a prohlásil ho spoluvládcem. Ermengardin manžel se stal samostatným císařem a franským králem po otcově smrti 28. ledna 814. Pár byl pomazán a korunován papežem Štěpánem IV. 5. října 816 v remešské katedrále Notre-Dame.
Ermengarda z Hesbaye zemřela 3. října 818 v Angers. O rok později se Ludvík znovu oženil s Juditou Bavorskou.